# Durant, Iowa
Durant là một thành phố thuộc quận Cedar, tiểu bang Iowa, Hoa Kỳ. Năm 2010, dân số của thành phố này là 1832 người.

## Dân số
Dân số qua các năm:
- Năm 2000: 1677 người.
- Năm 2010: 1832 người.